# Liam Lawrence
Liam Lawrence (född 14 december 1981 i Retford, England) är en professionell fotbollsspelare, mittfältare (högerytter), för Shrewsbury Town.
Sunderland kontrakterade Lawrence från Mansfield Town 2004. Lawrence gjorde en stabil förstasäsong i Sunderland med 6 mål på 20 matcher och 12 inhopp, bland annat två mål mot Wolverhampton.
Efter Sunderlands uppflyttning till Premier League 2005 fick Lawrence speltid lite till och från i laget. Han spelade 23 matcher och gjorde 10 inhopp för klubben, och gjorde fantastiska mål bland annat mot Fulham, Chelsea och Sunderlands ärkerivaler Newcastle United på St James' Park. 
I januaris transferfönster 2007 sålde Sunderland Lawrence till Stoke för 500 000 pund. Lawrence hade redan blivit en populär spelare i Stoke eftersom han varit där på lån, och även gjort några viktiga mål för klubben. Lawrence gjorde bland annat ett hattrick mot Barnsley i en match som slutade 3-3. Han blev också Årets Spelare i Stoke City efter säsongen 2007-2008.
Han spelade totalt 113 matcher för Stoke och gjorde 23 mål innan han skrev på för Portsmouth.